# Ernst Bürgin

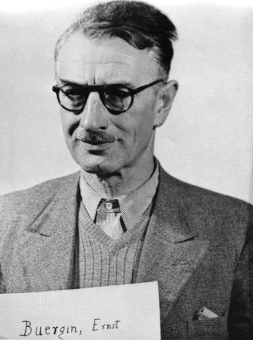
Ernst Bürgin während der Nürnberger Prozesse

Ernst Bürgin (* 31. Juli 1885 in Wyhlen; † 22. Juni 1966 ebenda) war ein deutscher Chemiker, Vorstand der I.G. Farben, Wehrwirtschaftsführer und Kriegsverbrecher.

## Leben
Nach dem Schulbesuch in Basel studierte Bürgin an der Universität Basel und in Berlin Chemie. Nach dem Studienabschluss promovierte Bürgin 1911 mit der Dissertation „Beiträge zur Kenntnis der Entstehung von Perboraten durch Elektrolyse“ bei Walther Nernst. Danach leistete er in Schleswig-Holstein seinen einjährigen Militärdienst ab und war ab 1913 Chemiker bei der Firma Landshof & Meyer in Berlin tätig. Bürgin nahm als Soldat durchgehend am Ersten Weltkrieg teil und war nach Kriegsende für zwei Jahre arbeitslos. Seine Heirat erfolgte 1922, aus der Ehe gingen vier Kinder hervor.
Bei dem Chemieunternehmen Griesheim-Elektron war Bürgin ab 1920 als Elektrochemiker tätig, leitete ab 1924 das Werk im badischen Rheinfelden und ab 1931 das Werk Bitterfeld-Süd. Bürgin wurde bei der Betriebsgemeinschaft Mitteldeutschland 1938 Vorsitzender.
Bürgin unterstützte Carl Krauch bereits 1936 bei der Erstellung des Vierjahresplans. Zum 1. Mai 1937 trat er der NSDAP bei (Mitgliedsnummer 4.220.708). Von 1938 bis zum Kriegsende 1945 war Bürgin Vorstandsmitglied des Technischen und Chemischen Ausschusses der I.G. Farben. Er war zudem Angehöriger der Wirtschaftsgruppe Chemie und ab 1942 Wehrwirtschaftsführer. Das Kriegsverdienstkreuz (KVK) erster Klasse wurde ihm 1941 verliehen und das KVK zweiter Klasse 1943.
Bürgin war ab 1940 mit der technischen Leitung der elektrochemischen Flixwerke in Spanien betraut und gehörte auch dem dortigen Aufsichtsrat an. Er nahm zudem während des Zweiten Weltkrieges an der Generalversammlung der Nordisk Lettmetall teil und nahm so auf das norwegische Aluminiumgeschäft Einfluss.
Nach Kriegsende wurde Bürgin im Juni 1947 von der US-Army festgenommen und während der Nürnberger Prozesse im I.G.-Farben-Prozess mit 22 weiteren Beschuldigten angeklagt. Sein Verteidiger war Werner Schubert. Am 30. Juli 1948 erfolgte seine Verurteilung zu zwei Jahren Haft wegen „Plünderung und Raub“. In der Urteilsbegründung wurde folgendes zur Verurteilung Bürgins angeführt:
„Für die in Norwegen begangenen Verbrechen aber trägt der Angeklagte Bürgin eine besondere Verantwortung. Er hat den Plan einer Beteiligung der I.G. an dem norwegischen Aluminium-Vorhaben veranlaßt und er hat zugegeben, daß eine dauernde Beteiligung und der endgültige Erwerb von Interessen an der norwegischen Leichtmetallerzeugung beabsichtigt war. Bürgin hat an Schmitz und Ter Meer geschrieben und eine Beteiligung im großen Maßstabe an dem Plan empfohlen, die norwegischen Hilfsquellen zur Förderung der Leichtmetallerzeugung für die Luftwaffe auszubeuten.“
Ernst Bürgins Nachlass wird im Staatsarchiv Freiburg aufbewahrt. Ein weiterer Teilnachlass findet sich im  Archiv des Fritz Bauer Instituts in Frankfurt am Main.